# 橙色民主運動
橙色民主運動（英語：Orange Democratic Movement）是肯尼亚一個政黨。該黨來自2005年肯尼亞憲法的結果，但於2007年8月一分為二。此兩黨分別為肯尼亞橙色民主運動黨（ODM）和肯尼亞橙色民主運動（ODM–Kenya）。
黨名「橙色」是源自公民投票的選票，「同意」用香蕉代表，「反對」則用橙代表。因此該黨是當時該公投反對者的聯盟。他們常被稱呼是「橙色團隊」（Orange Team），而後來被稱作「ODM–Kenya」。
橙色民主運動最早是由兩個政黨組合而成的：乌胡鲁·肯雅塔的肯尼亞非洲民族聯盟與拉伊拉·奧廷加的自由民主黨（LDP），但是肯尼亞非洲民族聯盟後來退出。現今肯尼亞橙色民主運動黨（ODM）主席為拉伊拉·奧廷加，而肯尼亞橙色民主運動（ODM–Kenya）主席是卡隆佐·穆西約卡。